# جورج ماري سيرل
جورج ماري سيرل (بالإنجليزية: George Mary Searle)‏ (و. 1839 – 1918 م) هو عالم فلك، وأستاذ جامعي من الولايات المتحدة الأمريكية . ولد في لندن . وكان عضواً في الأكاديمية الأمريكية للفنون والعلوم .
توفي في مدينة نيويورك، عن عمر يناهز 79 عاماً.

## مناصب وهيئات
أدار الجامعة الكاثوليكية الأمريكية.

## جوائز
حصل على جوائز منها:
- Lalande Prize [الإنجليزية]‏.